# Theo Hogervorst
Theodorus "Theo" Hogervorst (nascido em 10 de janeiro de 1956) é um ex-ciclista holandês, que competia em provas de ciclismo de estrada.
Hogervorst competiu nos 100 km contrarrelógio por equipes nos Jogos Olímpicos de Moscou 1980, terminando na 15ª posição. Em 1980, venceu a Volta a Holanda do Norte.